# دودمان گرنیر
دودمان گرنیر (انگلیسی: House of Grenier)، خاندان مطرح طی جنگ‌های صلیبی بودند که در آغاز قرن ۱۲ میلادی توسط اوستاس گرنیر، اشرف‌زاده فلاندری که بعدها مبدل به ارباب صیدا و قیساریه شد، تأسیس و تشکیل شد.